# Cyanidiaceae
Cyanidiaceae Geitler, 1935, no sistema de classificação de Hwan Su Yoon et al. (2006), é o nome botânico de uma família  de algas vermelhas unicelulares da ordem Cyanidiales, classe
Cyanidiophyceae.
- O Sistema Naturae 2000 (classificação) registra a família na ordem Porphyridiales, classe Rhodellophyceae, subdivisão Rhodellophytina.

- No sistema de classificação de Saunders & Hommersand (2004) é uma família da ordem Cyanidiales, classe Cyanidiophyceae.

## Gêneros
- Cyanidium L. Geitler, 1933.
- Cyanidioschyzon P. De Luca, R. Taddei & L. Varano, 1978.